# NGC 5679A
NGC 5679A este o galaxie situată în constelația Fecioara. A fost descoperită în  de către William Herschel.